# Charles de La Bédoyère

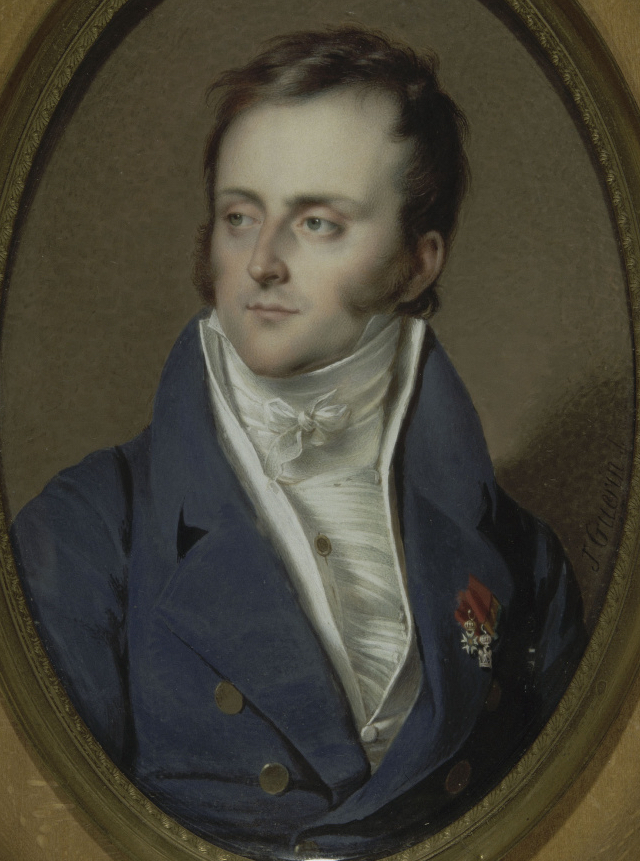
Portret door de Hollandse koningin Hortense de Beauharnais

Charles Angélique François Huchet, comte de La Bédoyère (Parijs, 17 april 1786 – aldaar, 19 augustus 1815) was een Frans officier die op zijn 29e jaar al generaal was. Hij behoorde tijdens de Slag bij Waterloo op 18 juni 1815 tot de staf van keizer Napoleon.
La Bédoyère werd geboren in een aristocratische familie uit Bretagne. In 1806 nam hij dienst. In de jaren voor Waterloo was hij adjudant van maarschalk Lannes en prins Eugène de Beauharnais. Hij vocht in Spanje, Italië, Duitsland, Rusland, en voor de poorten van Parijs in 1813. De keizer maakte hem ridder in het Legioen van Eer en in de Orde van de IJzeren Kroon. Na Napoleons eerste abdicatie werd La Bédoyère officier in het leger van de Franse koning Lodewijk XVIII. Hij werd als kolonel in commando van 7e regiment van de lijn (infanterie) met maarschalk Ney naar het zuiden van Frankrijk gestuurd om Napoleon te arresteren nadat deze van Elba was teruggekeerd. Het regiment liep samen met La Bédoyère over naar de Franse keizer. Tijdens de Honderd Dagen werd hij tot generaal bevorderd. Op 2 juni 1815 werd hij tevens tot lid van de Chambre des pairs benoemd.
Tijdens de Slag bij Waterloo was La Bédoyère brigadegeneraal en aide-de-camp (stafofficier) van de keizer. Waarschijnlijk was het de door La Bédoyère overgebrachte order die het eerste legerkorps onder maarschalk Drouet d'Erlon van haar westelijke koers deed afwijken. Zo kon het zich niet op tijd met maarschalk Ney verenigen bij Quatre-Bras. Het legerkorps kwam ook te laat om aan het oostelijk front de troepen van de keizer te versterken in de slag bij Ligny, omdat de woedende Ney het bevel dat La Bédoyère had overgebracht liet opvolgen door een order om naar het oosten te marcheren. De 20.000 man vochten door deze zinloze manoeuvres in geen van de drie veldslagen.
Op 23 juni 1815 kwam het Franse Hogerhuis, de Chambre des pairs, bijeen om zich te beraden over de opvolging van Napoleon I, die van de troon vervallen was verklaard. La Bédoyère was als graaf van het keizerrijk lid van deze vergadering. Hij nam het woord en eiste dat de vierjarige koning van Rome zou worden uitgeroepen als keizer Napoleon II, en voegde eraan toe dat anders de abdicatie van Napoleon I zinloos zou zijn. Daarop sprak hij over "verraders onder de Pairs" en merkte hij op dat in de vergadering in het Palais du Luxembourg al tien jaar "geen oprechte stem was gehoord".
Jean-Jacques-Régis de Cambacérès, de voorzitter van de Chambre de pairs, riep La Bédoyère tot de orde, en maarschalk Masséna, een man die veel aan Napoleon te danken had maar hem niet trouw was gebleven, voegde La Bédoyère toe: "Jongeman, u vergeet uw plaats!.
Toen hij vernam dat de keizer in Parijs was afgezet en naar de Atlantische kust was gevlucht, volgde La Bédoyère het leger over de Loire en vestigde zich vervolgens in Riom. Hij hoorde dat hij in de ordonnantie van 24 juli 1815 werd genoemd als een van de personen aan wie geen amnestie zou worden verleend. Joseph Fouché bezorgde hem een blanco paspoort voor Amerika, en La Bédoyère probeerde naar het neutrale en voor aanhangers van Napoleon veilige Zwitserland te vluchten. Maar toen hij zich eerst nog naar Parijs begaf - hetzij om zijn vrouw en zoontje te bezoeken, hetzij om samen te zweren tegen het regime - werd hij herkend, waarna hij werd gearresteerd. Een militair gerechtshof, onderdeel van wat de reactionaire seconde Terreur Blanche oftewel Terreur légale werd genoemd, veroordeelde hem tot de doodstraf. De koning, die zijn verraad bij Grenoble niet kon of wilde vergeven, verleende geen gratie en op 19 augustus 1815 werd La Bédoyère op 29-jarige leeftijd gefusilleerd op de vlakte van Grenelle.

## Trivia
In de film Waterloo (1970) werd Charles de La Bédoyère gespeeld door de destijds 29-jarige acteur Philippe Forquet, vicomte de Dorne.
- Bibliothèque nationale de France: cb10725958s (data)
- Gemeinsame Normdatei: 129725331
- International Standard Name Identifier: 0000 0000 7103 329X
- Library of Congress Control Number: n2004046139
- Base Léonore: LH//1415/6
- Nationale Bibliotheek van Israël: 987007446675905171
- Réseau des bibliothèques de Suisse occidentale: 02-A006116443
- SNAC: w6t470qq
- Système universitaire de documentation: 085569801
- Virtual International Authority File: 57699809
- WorldCat: E39PBJyCHGFKTfF87fRrBJCYT3